# Cystinurie
Cystinurie is een vrij zeldzame stofwisselingsziekte, die voorkomt bij ongeveer één op de 10.000 mensen. Bij deze ziekte werkt het resorptiemechanisme in de nieren voor een viertal aminozuren niet goed, waardoor deze in veel hogere concentraties in de urine komen dan normaal het geval is. De slechtst oplosbare van deze aminozuren, cystine, kan dan nierstenen vormen. Afgezien van de eventuele gevolgen van deze stenen, zijn er geen symptomen van deze aandoening bekend.
Cystinurie is een autosomaal recessief overervende aandoening. In de meeste gevallen wordt cystinurie pas op een leeftijd tussen 20 en 40 jaar geconstateerd, omdat dan de eerste nierstenen ontstaan. Dit kan echter ook (veel) eerder gebeuren. De intense pijn die met de stenen gepaard gaat is het eerste symptoom. Eventuele verdere symptomen (schade en infecties aan nieren en urinewegen) zijn gevolgen van de nierstenen, en niet van de cystinurie op zich.

## Cystine stenen
Cystine stenen vormen een kleine fractie van alle nierstenen (3% bij volwassenen, 1% bij kinderen). Ze zijn min of meer geel van kleur, en kunnen uit zeskantige kristallen bestaan. Ook puntige uitsteeksels zijn niet ongewoon. Cystine stenen zijn de hardste soort nierstenen, waardoor ze niet goed te vergruizen zijn. Ze zijn niet goed zichtbaar op röntgenfoto's, en op echografieën alleen als de juiste instellingen worden gekozen (wanneer naar de veel vaker voorkomende calciumstenen wordt gezocht, zullen cystinestenen waarschijnlijk niet in beeld komen).

## Diagnose
De diagnose cystinurie wordt aan de hand van een tweetal onderzoeken gesteld:
1. analyse van de nierste(en)en: een cystine-steen is een onweerlegbare indicatie.
2. bepaling van het cystine-gehalte in de urine. Omdat dit gehalte nogal schommelt moet daarvoor een etmaal lang urine verzameld worden. Aan de hand hiervan kan een inschatting worden gemaakt van de ernst van de ziekte.

## Behandeling
Genezing van cystinurie is niet mogelijk. De behandeling ervan is gericht op het voorkomen van nierstenen. In de eerste plaats is het van belang veel (water) te drinken. Daardoor wordt veel urine geproduceerd, waarin de (gelijkblijvende) hoeveelheid cystine minder snel zal kristalliseren tot gruis of stenen. Eventueel gruis zal ook makkelijker uitgeplast worden. Daarnaast kan de zuurgraad van de urine langs medicinale weg verhoogd worden, waardoor kristallisatie van de cystine eveneens minder snel zal optreden. Een van de gebruikte medicijnen is kaliumcitraat. Ten slotte is het van belang niet te veel zout te gebruiken.
Aan cystinurie-patiënten wordt ook wel penicillamine voorgeschreven. Dit bindt zich aan de cystine en vergroot daarbij de oplosbaarheid ervan. Het heeft echter veel bijwerkingen en wordt daarom niet vaak gebruikt. Expertisecentra bevinden zich in Europa onder andere in Nederland, Duitsland en Frankrijk en buiten Europa in Canada en Rusland 
In oktober 2010 verscheen in Science een publicatie van de hand van Jeffrey Rimer (Universiteit van Houston) dat een dagelijkse dosis van 50 mg L-cystine dimethyl ester, L-CDME, de vorming van Cystine stenen kan verhinderen doordat deze stof de spiraalvormige kristalgroei belemmert.